# Liste von Materia Medica der traditionellen Medizin der Zhuang
Dies ist eine Liste von Materia Medica der traditionellen Medizin der Zhuang in Südchina. Die größte nationale Minderheit Chinas lebt in einer subtropischen Zone südlich der Wuling-Gebirges hauptsächlich im Autonomen Gebiet Guangxi der Zhuang und in der Provinz Guangdong. Die Zhuang-Medizin hat noch kein umfassendes System ausgeformt.
Eine Sammlung zur Volksmedizin enthält das Werk Zhuangzu minjian yongyao xianbian (Auswahl von Volksmedizin der Zhuang-Nationalität).
Bei einer Untersuchung zur traditionellen Zhuang-Medizin beim Drachenbootfest im Kreis Jingxi in Guangxi wurden zweihundertsechsundvierzig verschiedene Materia medica verzeichnet.
Die Angaben erfolgen in Pinyin-Schreibung und in chinesischen Kurzzeichen:

## Übersicht
Quellen: cintcm.com, tcm-resources.com
- Aristolochia debilis (Guangxi madouling 广西马兜铃)
- Flemingiae philippinensis (Qianjinba 千斤拔)
- Ixora chinensis (Longchuanhua 龙船花)
- Costus speciosus (Bixiaojian 闭鞘姜)
- Actinidia chinensis (Yangtao 阳桃)
- Zanthoxylum nitidum (Liangmianzhen 两面针)
- Plumeria rubra var. acutifolia (Jidanhua 鸡蛋花)
- Lasia spinosa (Ciyu 刺芋)
- Osbeckia chinensis (Jinjinxiang 金锦香)
- Caesalpinia minax (Nanshele 南蛇簕)
- Dioscorea cirrhosa (Shuliang 薯莨)
- Japalura polyonate (Mazongshe 马鬃蛇)
- Rattus norvegicus caraco (Hejiashu 褐家鼠)
- Python molurus bivittatus (Mangshe 蟒蛇)

## Gesundheitshinweis
Einige der Materia medica sind toxisch.